# 三六九
三六九（“369”，閩南語白話字：Saⁿ-la̍k-káu、羅馬化：Salakau），是一個以新加坡為基地的秘密结社。數字“3”、“6”和“9”加起來是“18”，“18”曾是一個老幫派的名字；這個數字源自少林寺的十八羅漢。作為該國最古老、最著名的地下幫派之一，他們以參與的非法活動，例如毒麻藥交易、敲詐勒索、賣淫和白領犯罪為著——他們的許多成員因暴力襲擊和發起騷亂經常進出監獄。他們有个著名的閩南語幫派口號，通常以高科技舞曲伴奏。新加坡導演陳子謙在自己執導的青少年黑幫電影《15》内加入了這個口號，儘管明示該幫派的片段已被刪去。

## 歷史
三六九在1970年代初期至1980年代後期經常襲擊敵對幫派、爭奪地盤。在放寬了僅限華人入社的規定後，三六九從印度和馬來社群招募了許多成員。據報導，在1970年代，馬來人的急劇減少和華人人口的增加致使馬來幫派變得更小、結構變差，更多馬來人因此在迪斯科舞廳的茶舞中被介紹給幫派成員後加入三六九。
三六九也從毒品、勒索、賣淫、白領犯罪和一些合法商業活動中獲利。三六九對例如“三空三”幫派（白話字：Saⁿ-khòng-saⁿ、羅馬化：Sakongsa，意译：303）、“Omega”幫派和“18 SYH”幫派等敵對幫派的袭擊在某種程度上可以說是家常便飯。警方在1980年代初期嚴打幫派活動，隨著許多幫派領導人被判入獄，幫派戰爭戛然而止。許多其他臭名昭著的“頭目”也已逃到鄰國或在幫派襲擊中喪生。1990年代，一些“偽街頭幫派”的青少年因覺得與三六九攀上關係“很酷”而聲稱自己為三六九成員，但他們實際上沒有從事像真正的三六九幫派那樣的暴力活動；1993年，至少有九個獨立的青少年團伙自稱為“三六九”。然而，在1990年代末和2000年代初，隨著許多被監禁的領導人獲釋，該團伙重獲了力量，其中一些成員成功地從各領地中嚇跑了許多敵對勢力。幫派襲擊再次變得普遍，暴亂事件激增。涉及幫派襲擊和騷亂的謀殺案件穩步增加，警方因而又增加了對幫派的打擊。新加坡警察秘密社團分部（Secret Society Branch，SSB）將大部分資源用於製止幫派暴力，並設法阻止了相當多的成員。幫派暴力慢慢地但肯定地消退了，許多成員也被關進了監獄。

## 執法
由於新加坡警察部隊對三六九的幫派網絡有了更好的了解並擁有足夠的資源，其幫派活動已大大减少。近年來，警察部隊的秘密社團分部（SSB）一直在努力控制秘密社團活動。SSB定期對夜總會和已知為幫派領地的公共場所進行突擊搜查或檢查，以阻止任何潛在的罪犯。根據新加坡刑法，被認定為非法社團成員的人可被判處最高三年監禁和5000新元的罰款。在新加坡任何非法社團中具有重要領導和權威的人的刑期通常會增加一倍甚至三倍（律法上規定監禁最高五年）。

## 事件

### U-18球员杀害事件
2001年5月31日，在慶祝其中一名成員的18歲生日後，八名年齡介於18至21歲的三六九馬來裔男性成員決定對在駁船碼頭漫遊的敵對幫派“三空三”（303）發動突擊。該團伙後來發現三名馬來青少年在駁船碼頭散步，並推測這些年輕人是三空三的成員，他們在21歲的幫派頭目 Norhisham bin Mohamad Dahlan（生於1980年5月18日）的領導下，前往襲擊這三名青年並開始嚴重毆打其中一人，導致這名不幸的少年死亡，而另外兩名男孩（其中一名被幫派成員刺傷後背）設法逃跑並報警。屍檢結果顯示，男孩總共被刺了13刀，脖子和胸部有兩處不同的致命刀傷。
三六九團伙襲擊的三名少年實際上並不是幫派成員，而是被誤認的國家U-18足球隊員。被殺害的受害者被確定為17歲的Sulaiman bin Hashim，他是球隊的前鋒，而另外兩人是他的朋友，Muhammad Shariff bin Abdul Samat（也稱為Shariff Abdul Samat）和Mohammed Imran bin Mohammed Ali, 均為 17歲。Sulaiman罹難時距離他的18歲生日僅剩五天。在2001年5月至2002年6月的一年多時間裡，警方成功逮捕了8名襲擊者中的6名（包括幫派頭目 Norhisham），他們都被指控犯有謀殺罪，而其餘兩人（被確認為 Muhammad Syamsul Ariffin bin Brahim和 Sharulhawzi bin Ramly）分別逃離新加坡，至今仍逍遙法外。
被捕的六名成員最終被判犯有較輕的騷亂罪，自願造成嚴重傷害和不構成謀殺的過失殺人罪。其中五人（包括 Norhisham）被判處3至10年的有期徒刑和6至16下的鞭刑，而第六名成員 Muhamad Hasik bin Sahar 被判處與他的其他五名同案被告相比最嚴厲的無期徒刑和16下的鞭刑。

### 白沙樂怡度假村事件
2010年10月30日，19歲學生黃偉傑在與三六九團伙的鬥毆中受傷。他被帶到醫院後在醫院被宣布死亡。12名青年隨後被捕並被判處鞭刑和監禁，其中5人因參與襲擊而被指控犯有過失殺人罪。

### 武吉班讓事件
2010年11月8日，七名青年在武吉班讓被一群揮舞帕朗刀的男子反复襲擊，事件疑似為與幫派有關。受害者年齡介於14至20歲，他們分別在兩起獨立事件中遭到襲擊。第一起事件的受害者是一名20歲的助理技師，他的背部和腿部均被砍傷。第二起事件的受害者是一群被襲擊者包圍的20名青年。在這兩起事件中，襲擊者首先詢問受害者是否來自一個名為“北海堂”（羅馬化：Pak Hai Tong）的社團。受害者在否認與該組織有關聯後便被襲擊。襲擊者在逃離現場前高喊“Salakau”。襲擊者留下了當時15歲的 Brandon Lim Qian Da，因舌頭被切斷而入院，而第二次襲擊中的六人因受傷接受了門診治療。

### 無人機走私毒品
2020年，兩名三六九成員因使用無人機從新加坡向馬來西亞柔佛州新山市走私非法毒品而被馬來西亞警方逮捕。被捕者被稱為“Boy Setan”和他的女友。另外兩人因涉嫌參與走私毒品活動，於翌日在跟進行動中被捕。